# Robert Dottrens
Robert Dottrens (ur. 27 kwietnia 1893 w Carouge; zm. 11 lutego 1984 w Troinex) – szwajcarski pedagog. Profesor pedagogiki ogólnej i historii pedagogiki Uniwersytetu w Genewie. 

## Życiorys
W latach 1912–1921 był nauczycielem. Był absolwentem (1921) pedagogiki w Instytucie Jean-Jacques Rousseau'a w Genewie, w którym następnie wykładał od 1924 do 1944 roku. Studiował socjologię na Uniwersytecie w Genewie (doktorat 1929). W 1931 roku opublikował Le problème de l'inspection et l'éducation nouvelle: essai sur le contrôle pédagogique et social de l'enseignement primaire, w której wskazywał na problemy związane z nadzorem szkolnym. Od 1944 roku był wykładowcą, a w latach 1952–1963 profesorem pedagogiki ogólnej i historii pedagogiki tego uniwersytetu. Od 1929 (1930) do 1951 roku był dyrektorem Bureau International d'Education (Międzynarodowego Biura Edukacji). W latach 1928–1952 zajmował się kompleksową reformą szkolnictwa podstawowego w Genewie. Założył i kierował Laboratoire de pédagogie expérimentale (Laboratorium Pedagogiki Eksperymentalnej) na Uniwersytecie w Genewie. Po II wojnie światowej był ekspertem UNESCO.

## Zainteresowania naukowe
Zainteresowania naukowe Roberta Dottrensa koncentrowały się wokół problematyki modernizacji szkoły i systemu szkolnego. Ponadto dotyczyły kwestii nauczania i uczenia się oraz kształcenia nauczycieli i szkolnego nadzoru. 

## Główne prace
- Le problème de l'inspection et l'éducation nouvelle: essai sur le contrôle pédagogique et social de l'enseignement primaire (1931)
- Le progrès à l'école: sélection des élèves ou changement des méthodes (1936)
- L'enseignement individualisé (1936, 1947)
- Éducation et démocratie; réflexions, responsabilités, perspectives (1946)
- Lexikon der Padagogik (1950–1953)
- L'amélioration des programmes scolaires et la pédagogie expérimentale (1957)
- Programmes et plans d'études dans l'enseignement primaire (1961)
- Instituteurs hier; éducateurs demain! L'évolution de l'école primaire (1966)
- Éduquer et instruire (1966)
- La crise de l'education et ses remedes (1971)[2]